# Rincón de luz
Rincón de luz è una telenovela, che nel 2003 era trasmessa su Canal 9. Ha come protagonisti Guido Kaczka e Soledad Pastorutti. Ultimamente si può vedere su Nickelodeon e Canal 13. In Italia è inedita. Questa telenovela è un spin-off di Chiquititas. Inizialmente si era pensato di ritrasmettere la telenovela su Yups Channel, nuovo canale dell'America latina prodotta da Cris Morena, ma si è deciso che il canale trasmetterà solo programmi per adolescenti, mentre invece Rincon de luz è un programma giovanile adatta ai minorenni.

## Trama
Álvaro (Guido Kazcka) è di ritorno dall'Europa per ricevere la sua quota di eredità dalla nonna Victoria Solar Seoane, che ha deciso di dividere i soldi fra i nipoti. Ma trova una sorpresa: è l'unico che non riceverà un centesimo. La nonna è convinta che Alvaro, perpetuo adolescente, avrebbe speso tutti i soldi di famiglia e non ha alcun merito nella sua vita per meritarlo. L'unico modo per ottenere la sua parte sarà dimostrare di essere responsabile. Per questo gli viene assegnato di dirigere un orfanotrofio e qui incontrerà quindi Soledad (Soledad Pastorutti) di cui si innamorerà. Incontrerà alcuni ragazzi orfani che gli cambieranno la vita facendogli capire che il denaro non è tutto e che la cosa più importante è l'amore. Ci saranno molti ostacoli che però tutti insieme (i ragazzi, Soledad e Alvaro) riusciranno a superare con coraggio e soprattutto con amore per formare una grande, meravigliosa famiglia.

## Episodi
| Stagione       | Episodi | Prima TV Argentina | Prima TV Italia |
| -------------- | ------- | ------------------ | --------------- |
| Prima stagione | 200     | 2003               | Inedita         |

## Personaggi
- Soledad Acosta (Soledad Pastorutti): Arriva a Buenos Aires da una piccola città nella provincia di Santa Fe cercando di avvicinarsi alla famiglia Del Solar per trovare delle informazioni su ciò che è accaduto al suo ex-fidanzato Santiago, che soffre in un letto d'ospedale, dopo un incidente avvenuto nella fabbrica dei Del Solar. Più tardi scopre che i Del Solar non avevano niente a che fare con l'incidente, ma che è stato progettato da Juan Ignacio. A Buenos Aires conosce Alvaro e i bambini, ma Alvaro le vieta di mettere piede nella casa, quindi decide di travestirsi da Mencha, candidata per baia della casa, perché voleva aiutare i bambini. Alvaro offre a Mencha la posizione di Direttrice della casa, ma Javier scopre che lei e Soledad sono la stessa persona e tutto si complica, anche Delfina scopre attraverso Mentiritas che Mencha è Soledad e pianifica una trappola per farla scoprire che riesce bene e Alvaro caccia nuovamente Soledad. Più tardi, Maria Julia, diventa la direttrice della casa, e fa in modo che Soledad possa tornare a casa, anche se Alvaro non vuole. Alvaro lentamente cambia i suoi pensieri e i suoi sentimenti per Soledad. Più avanti, Soledad si perde nella giungla, e i ragazzi pensano che sia morta, ma dopo molte ricerche, Soledad torna dalla sua famiglia con Alvaro e tutti i ragazzi alla casa Rincón de Luz.
- Alvaro Del Solar (Guido Kaczka): Incontra Lucas, Julian e Mateo per la prima volta in una "trappola" tesa da Lucas che si è fatto investire da Alvaro per ottenere dei soldi, in quel momento conosce anche Carola e Tali, amiche dei tre ragazzi, Alvaro li porta alla sua villa per dargli del denaro e dopo aver dato loro i soldi, i ragazzi vanno in una baracca che si trova in una piccola foresta. Lì i bambini incontrano Malena e il giorno dopo, Alvaro chiede ai ragazzi di andare con lui in una casa, Rìncon de Luz, così che lui possa ottenere l'eredità della nonna, Victoria, ma il suo piano fallisce perché Victoria gli dice che riceverà un canone mensile fin quando la casa continuerà ad operare con i ragazzi. Compete con Juan Ignacio, un giovane in una posizione di rilievo nell'azienda della famiglia (la Holding Del Solar), rispettato da Victoria.  All'inizio si innamora di Delfina ma perde interesse in lei da quando Soledad lavora alla casa. Col passare del tempo smetterà di pensare solo a se stesso e si affezionerà ai bambini con Soledad, che sarà la bambinaia di casa, avrà alcune discussioni come il problema del bagno in casa, il divieto di avvicinarsi ai bambini e alla casa, la doppia personalità di Soledad: Mencha, e molte altre.
- Maria Julia Del Solar (Alejandra Darin), È la zia di Alvaro, all'inizio si stava per sposare ma lo sposo la abbandona sull'altare perché riesce ad ottenere da solo i soldi che sperava di conquistare mettendosi con lei. È la direttrice della casa, ha paura dei topi e delle rane, e spesso pensa che Mateo le voglia fare qualcosa di brutto. È paurosa e cattiva, odia i bambini che l'hanno soprannominata "La Strega". Verso la fine della serie torna buona e riesce ad affrontare sua madre.
- Lucas Lagos (Agustín Sierra): Lucas ha una sorella più piccola Lucia, che incontra con l'aiuto di Malena. È il migliore amico di Julian e Mateo. Ha vissuto con loro per strada prima di entrare nella casa, Rìncon de luz. Ha 12 anni e va molto d'accordo con Nadia. Era fidanzato con Pia e Agnes. È stato anche innamorato di Luciana ed attratto da Barbara. È diventato molto geloso quando Malena ha portato a casa Amir con sé. Ma poi si rende conto che non è una minaccia e finiscono per accettarlo. Pratica il calcio. Ha avuto l'opportunità di andare in Italia così da seguire la sua passione visto la sua abilità, ma alla fine ha rifiutato decidendo di rimanere a casa. È innamorato di Malena, con la quale si fidanza.
- Malena "Coco" Cabrera (Lali Espósito): Viveva con la zia da quando il padre la lascia, ma scappa perché la zia la trattava male e da allora ha vissuto con i ragazzi nella casa, Rìncon de luz. Per non essere rintracciata dalla zia fa finta di essere un ragazzo di nome "Coco". Ma Sebastian dopo averlo scoperto lo dice a tutti. Una volta scoperto è costratta a tornare con la zia Trini, ma quando scopre che suo padre era ammalato scappa nella foresta e lì incontra Amir. I suoi migliori amici sono Estrella, Pia e Mateo. È innamorata di Lucas ma si fidanza con altri ragazzi come Sebastian, Amir e Franco però alla fine si fidanzerà con Lucas. Ha 10 anni e nonostante la sua età, sa molte cose ed è molto intelligente.
- Carola Villafañe (Florencia Padilla): Era un'orfana che viveva per strada con i suoi "fratelli" e Taly, che era la sua migliore amica. Sua madre l'aveva lasciata con la sua vicina e se ne era andata, non sapeva nulla di suo padre. Un giorno, facendo uno spettacolo per guadagnare soldi, con Taly si incontra con Lucas, Julian e Mateo che rompono il loro stereo. Poi, quando riesce a sbarazzarsi dei suoi perfidi fratellastri, lei e Taly vanno a vivere con loro nella baracca nel bosco, dove incontrano Coco; Andrà a casa, Rìncon de luz, ìnsieme agli altri cinque amici. Lei si innamora di un ragazzo di nome Adrian che partecipa a una gara di ballo con lei. Ma poi si rende conto che ama Julian e si fidanzano. Molto più tardi, Diana si rende conto che Carola è sua figlia e vuole nasconderlo. Anche Lito, suo padre, se ne accorge e fa la stessa cosa di Diana. Ma poi tutto viene scoperto e andrà a vivere con loro. Ha 12 anni. È bella, buona, gentile e ama ballare. È la migliore amica di Taly e vuole diventare una stella del ballo. È una fan di Felipe Colombo degli Erreway.
- Pia (María Eugenia Suárez): Conosce i ragazzi grazie a Lucas, lei viene ingannata da lui per far lasciare Malena e Sebastian. Si fidanza con Lucas e diventa amica di Malena e ha aiutato a cercarla quando si è persa nel bosco. Quando si arrabbia con Lucas si unisce alla CLMH, ma ben presto le lascia perché lei è buona. Si innamora di Amir e si fidanzano. Ma sua madre la manda a scuola in Rosario e si separa per un po' da lui. Quando si ammala torna a casa e si nasconde lì. Poi scopre che è stata adottata e può restare con i ragazzi. Ha 11 anni ed è la migliore amica Malena ed Estrella.
- Estrella (Candela Vetrano): È un'orfana, ha lavorato in un circo e grazie a Taly è riuscita ad entrare nella casa. È stata fin dall'inizio una cara amica di Malena e più tardi anche di Pia. Quando ha visto una foto di Julian se ne è innamorata. E sono stati fidanzati ma Julian era così innamorato di Carola che rompe con lei. Ha 11 anni, ama cantare e ballare. Ha un cuore grande e pensa sempre agli altri.
- Mateo Salinas (Stéfano de Gregorio): Ha 8 anni, all'inizio della serie, poi ne compie 9. Ha vissuto con Lucas e Julian per strada fino a quando non arriva alla casa con loro. Nessuno sa assolutamente nulla del suo passato ed è mezzo analfabeta perché non sa né leggere né scrivere. È il migliore amico di Lucas, Julian e Malena. Fidanzato di Laura e dicono che si sposeranno quando cresceranno. Ama stare con i piccoli e si caccia nei guai.
- Julian Ferraro (Luciano Nobile): È un orfano, sa di avere un fratello che era un cameraman ma non sa chi sono i loro genitori. Ama la tecnologia ed è molto innamorato di Carola. All'inizio ha vissuto con Lucas e Mateo per la strada, poi ha incontrato Carola e Coco e insieme sono arrivati alla casa. Si innamora di Barbara, ma poi si rende conto che è una persona cattiva, si mette anche con Estrella ma la lascia perché è innamorato di Carola. Quando Diana e Lito lo invitano ad unirsi a loro per il viaggio accetta e va con loro, ma poi torna spesso alla casa con Carola perché gli mancano Lucas e Mateo. Ha 12 anni.
- Natalia "Taly" Ramos (Natalia Melcon): È la figlia di un uomo che era in carcere, con il quale si riunisce in una parata. Viveva con Carola per strada e poi è andata a casa con i bambini. È molto lunatica e diventa molto cattiva e gelosa quando Carola sta con Julian, dal momento che lei è la sua migliore amica. Odia a morte Mateo. È innamorata di Rocky. È convinta di essere una strega ed ha trovato la bacchetta magica con cui ha liberato Ursula. Ha imparato a usare un po' di magia e conosce alcuni trucchi. Ha 12 anni.
- Nadia Fernández (Nadia Di Cello): Ha 14 anni era obesa e non parlava molto bene, ma era buona, viveva con la nonna. Alvaro poi l'ha trovata e diventa una grande amica di Lucas. È stata la fidanzata di Maxi, di Rocky e, infine, di Rana.
- Josefina Marini (Delfina Varni): Ha 7 anni, viveva con un'indovina, fino a quando questa non è stata scoperta e mandata in prigione come artista della truffa. Arriva a casa, Rìncon de luz, grazie a Delfina. È la migliore amica di Laura e Ursula. Ama disegnare ed è la più piccola della casa, fino all'arrivo di Milagros (la figlia di Soledad e Alvaro). Membro del "Club della Gioia", creato con Ursula e Laura.
- Ezequiel "Mentiritas" (Kevin Sztajn): Ha 8 anni, è un orfano meglio conosciuto come Mentiritas, andò alla casa a trovare Soledad, ma Sebastian gli dice che Soledad era andata via dalla casa perché i ragazzi erano cattivi. Fin da piccolo vive con Sole e Clarita. Vive ad Esperanza (la città di Soledad). Appare in diversi capitoli nella casa, e fa amicizia con Laura.
- Laura (Laura Anders): Ha 8 anni, proviene dal mondo magico, ma pensava di essere un fantasma e che Pedro la nascondeva nello scantinato della casa. Lei è una mezza strega, quasi come Ursula. Si innamora subito di Mateo e dopo si fidanzano. È la migliore amica di Ursula e Josefina. Membro anche lei del "Club della Gioia".
- Ursula (Camila Offerman): Ha 8 anni, proviene dal mondo magico. Lei è una strega uscita dalla sfera magica di Taly, la prima che ha conosciuto. Le streghe maggiori le hanno assegnato il compito di prendersi cura di Laura. Si trasforma in una umana e vive nella casa. Ha poteri magici, un libro e una bacchetta. Non sopporta Mateo. È la migliore amica di Josefina e Laura. Guillermo è molto innamorato di lei e alla fine lei accetta di avere un appuntamento con lui. È un Membro del "Club della Gioia"
- Amir (Ezequiel Diaz): È il sovrano di un paese chiamato Calindar. Fuggì con un servo di Calindar per non sposare una donna che suo padre aveva scelto per lui. Si è perso con Malena nei boschi ed è sfuggito alla morte dopo il morso di un serpente. Diventa un grande amico di Malena, della quale è stato un po' innamorato, ma poi si rende conto che ama Pia. Ha 12 anni.
- Guillermo (Gastón Soffritti): In realtà si chiama Jaudín. È un elfo che proviene dal mondo magico. Gli è stato assegnato il compito di prendersi cura di Laura con Ursula. È un po' scontroso e negativo, ma un bravo ragazzo. Ama Ursula e vuole sempre un appuntamento con lei. Ed è molto amico dei ragazzi della casa.
- Rana (Nicholas Goldschmidt): Ha 14 anni, fratello di Rocky, è un meccanico e ha aiutato i ragazzi con il karting.
- Sebastian Caride (Jose Zito): Ha 12 anni, è il vicino di casa dei ragazzi e anche se in un primo momento non scorre buon sangue tra loro, col passare del tempo nasce una grande amicizia. Ha una sorella maggiore Luciana con la quale all'inizio cerca di mandar via i ragazzi della casa, Rincon de luz. Odiava soprattutto Lucas, Coco e Julian. In una sala giochi si innamorò di Malena, che si presentò come Mariela. Si accorge che assomiglia molto a Coco e Mariela le dice che lui era suo cugino. Alla fine scopre la verità di Malena e lo dice tutti. Poi fonda insieme ad altri ragazzi il CLMH. Più tardi lui si innamora di Lucia, e comincia ad andare d'accordo con i ragazzi. Avrà un fratello, figlio di Maria Julia.
- Barbara Caride (Milagros Flores): Ha vissuto in Svizzera ed è venuta in Argentina nella casa della sua cugina Luciana. Ha cercato di combattere i bambini per la cugina, e ci riesce, ma non dura a lungo. Dopo entra nella casa, Rìncon de luz e tutti la odiano e la ritengono una spia. Poi torna in Svizzera, perché non li sopporta più.
- Lucia Lagos (Camila Salazar): È la sorella minore di Lucas. Arrivò a casa grazie ad Alvaro e Soledad che l'hanno trovata. In un primo momento non vuole stare con Lucas perché dopo l'adozione fuggì per tornare con lui, ma quando torna all'orfanotrofio, Lucas, che era andato a cercarla, non c'era e non lo aveva più rivisto. Ha 9 anni. È innamorata di Sebastian.
- Luciana Caride (Mia Flores Pirano): È la sorella di Sebastian. È stata la vicina di casa dei ragazzi. Ha inventato che Luca era il figlio di ambasciatore turco per impressionare Vicky ma dopo la menzogna perde tutta la sua popolarità. Lucas era innamorato di lei e l'ha aiutata. Lei era molto arrabbiata con lui e Vicky con lei, così ha finito per andare a vivere in Svizzera e sua cugina Barbara invece è andata a vivere a casa sua. Avrà un fratello che è il figlio di Maria Julia.
- Victoria Del Solar (Susana Lanteri): È la nonna di Alvaro e Carola. Anche madre di Diana, Maria Julia e madre della mamma di Alvaro. Ha un carattere molto maturo e forte che guida la sua compagnia "La Holding". Quando si rende conto che è troppo stressata va in Europa per trascorrere del tempo e lascia a Diana le redini dalla Holding. Essa si basa pesantemente su Maria Julia e pensa che sia una buona a nulla. Quando Diana va con Carola, lascia a Leon il comando della sua compagnia, perché ha molta fiducia in lui. Ha mantenuto Alvaro da quando era piccolo e gli vuole bene come ad un figlio.
- Diana Del Solar (Adriana Salonia): È la figlia di Victoria, zia di Alvaro, sorella di Maria Julia, e madre di Carola. È una donna forte di carattere e dopo la sua scomparsa in Europa per molti anni, arriva a guidare la compagnia della madre. Lì viene a sapere che Carola è sua figlia e che Lito (il suo ex-marito), non l'ha mai tradita. Era stata una trappola di Victoria perché a lei Lito non le piaceva. Ritorna in Europa con Carola e Lito.
- Leon Casares (Passik Salò): È un grande amico di Victoria e Alvaro, oltre ad essere padre di Juan Ignacio. È un uomo buono, gentile e cordiale. È un buon amico di Mateo che voleva adottare, ma ha preferito lasciarlo stare nella casa. Decide infine di accettare l'offerta di essere il nuovo capo della Holding Del Solar.
- Javier Jara (Sergio Surraco): È il miglior amico di Alvaro e Tobias e dall'inizio della storia aiuta Alvaro con la casa e con i ragazzi. Si tratta di un interior designer e ha lavorato di giorno e di notte per finire il ripristino della casa Rìncon de luz prima dell'arrivo di Victoria. Scopre che Mencha è Soledad e non dice nulla ad Alvaro per aiutarla, anche quando questo si scopre Javier lascia che lei ed Ezechiele continuino a vivere nella casa. Si innamora di Soledad, ma non per molto. Molto più tardi diventa il fidanzato di Clarita. Riceve un invito per un corso di interior design in Italia e se ne va dalla casa.
- Tobias Franco (Lucas Crespi): È il miglior amico di Alvaro e Javier. È molto sensibile e responsabile. Non gli piaceva l'idea di ingannare Victoria con la casa, ma ha finito per aiutare. Si è finto innamorato di Mercedes diventandone il fidanzato per aiutare Alvaro a scollarsela di dosso. Ma nel corso del tempo si innamora davvero e finiscono per sposarsi e più tardi avranno un figlio insieme.
- Juan Ignacio (Juan Ponce De Leon): Figlio del Dr.León, rivale di Alvaro cattivo fin dall'infanzia, cerca di gestire il destino di Del Solar Holding.
- Floppy De la Canal (Karina Dalí): È una ragazza sognatrice che cerca di aiutare Álvaro, Soledad e i ragazzi. Esplode misteriosamente nelle vite di Alvaro e dei ragazzi nel periodo in cui Soledad si perde nella giungla, e Alvaro in un primo momento diffida di lei.
- Clarita (Georgina Mollo): Miglior amica fin dall'infanzia di Soledad e cameriera della casa. Diventa la fidanzata di Javier.
- Mercedes (Dolores Ocampo): Cuoca e, talvolta, custode di Casa. Si fidanza con Tobias, con il quale si sposerà e avrà un bambino.